# Вежховіни (Підкарпатське воєводство)
Вежховіни (пол. Wierzchowiny) — село в Польщі, у гміні Вадовиці-Ґурні Мелецького повіту Підкарпатського воєводства.
Населення — 367 осіб (2011).
У 1975-1998 роках село належало до Тарновського воєводства.

## Демографія
Демографічна структура станом на 31 березня 2011 року:
|          | Загалом | Допрацездатний вік | Працездатний вік | Постпрацездатний вік |
| -------- | ------- | ------------------ | ---------------- | -------------------- |
| Чоловіки | 188     | 64                 | 108              | 16                   |
| Жінки    | 179     | 48                 | 98               | 33                   |
| Разом    | 367     | 112                | 206              | 49                   |